# Christoph 35
Christoph 35 ist der Funkrufname des Zivilschutzhubschraubers des Bundesministerium des Innern, der in Brandenburg an der Havel nahe dem Universitätsklinikum Brandenburg an der Havel auf dem Marienberg stationiert ist. Die Luftrettung wurde in Brandenburg an der Havel bereits in der DDR-Zeit etabliert. 

## Geschichte
Die Geschichte der Luftrettung begann in Brandenburg an der Havel kurz nach der politischen Wende noch in der DDR. Am 18. März 1990 beschlossen der Gesundheitsminister Jürgen Kleditzsch und der Verteidigungsminister Rainer Eppelmann eine erstmalige flächendeckende Einführung von Hubschraubern in den Rettungsdienst. Brandenburg an der Havel wurde zu einem der zehn Standorte bestimmt. Hintergrund war, dass in Brandenburg an der Havel am Flugplatz Brandenburg-Briest die Nationale Volksarmee (NVA) mit dem Hubschrauberausbildungsgeschwader 35 (HAG-35) stationiert war, die den Betrieb übernahm. Am 10. April 1990 wurde der Flugbetrieb im Rettungsdienst aufgenommen. Geflogen wurde von der NVA mit Hubschraubern des Typs Mil Mi-2. Der Rufname der NVA-Rettungshubschrauber war Äskulap, das Kürzel SMH für Schnelle Medizinische Hilfe. Der Brandenburger Rettungshubschrauber war auf einem Kasernengelände an der Magdeburger Straße in der Nähe des Städtischen Klinikums Brandenburg an der Havel stationiert. Daneben stand als zweiter Hubschrauber eine Mil Mi-8 auf dem Flugplatz Brandenburg-Briest zur Verfügung.
Am 31. Oktober 1990 übernahm die Bundeswehr den Betrieb von der NVA. Das Kürzel SMH änderte sich in diesem Zusammenhang zu SAR. Rufname des Brandenburger Rettungshubschraubers Mil Mi-2 wurde darüber SAR 94. Auch die Mil Mi-8 in Briest wurde weiterhin als SAR betrieben. Bis zur Mitte des Jahres 1992 wurden insgesamt knapp 200 Einsätze geflogen. Im Zuge der Schließung des Bundeswehrstandortes Brandenburg wurde die Luftrettung schließlich an das Bundesministerium des Innern übergeben.

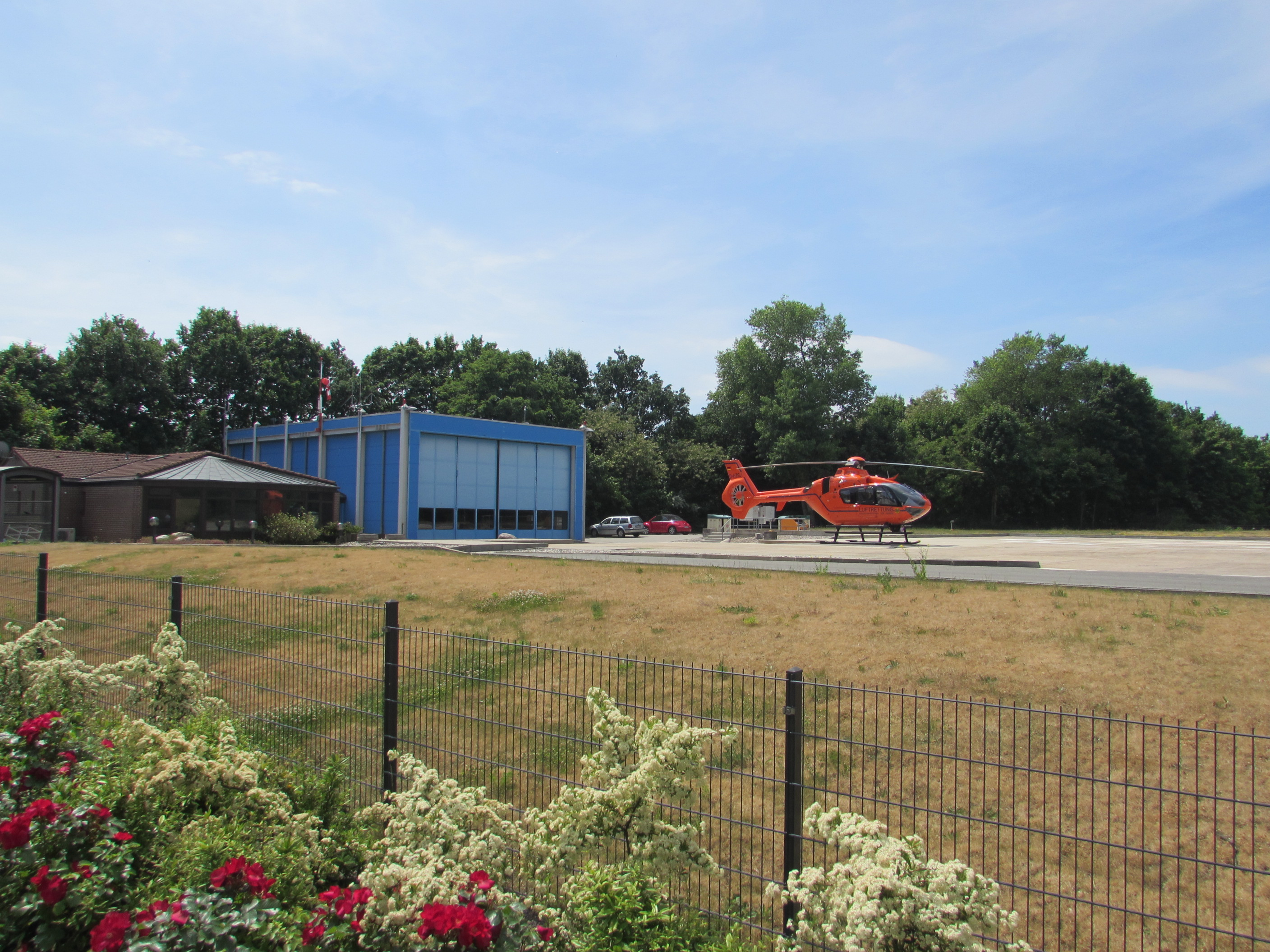
Die 1994 in Betrieb genommene Station auf dem Marienberg mit eigenem Hangar

Am 3. Oktober 1993 wurde der Rettungshubschrauber Christoph 35 in Betrieb genommen. Seit diesem Zeitpunkt wurde eine Bell UH-1D, mit dem Kennzeichen D-HBZD, der Grenzschutz-Fliegerstaffel Ost eingesetzt. Fortan wurde der Flugplatz Brandenburg-Briest aufgegeben und unmittelbar hinter dem Universitätsklinikum Brandenburg an der Havel auf dem Marienberg eine vorherige Rollschuhbahn zum Start- und Landeplatz und Standort umgebaut. 1994 wurden ein Hangar für den Hubschrauber, Räumlichkeiten für das Flug- und Rettungspersonal und eine Tankanlage eingeweiht. Die UH-1D war bis Mai 1997 in Betrieb und hatte in dieser Zeit mehr als 3000 Einsätze.
1997 wurde die UH-1D ausgemustert und durch eine Bölkow Bo 105 ersetzt. Mit dem neuen Fluggerät wurden bis 2007 insgesamt mehr als 12.000 Einsätze geflogen. 2002 wurde die Bo 105 wegen eines technischen Defektes stillgelegt. Um das Zubringen eines Notarztes bis zur Beschaffung eines Ersatzes zu gewährleisten, wurde mit einer Alouette II von Brandenburg aus geflogen. Am 20. Dezember 2007 erfolgte die Übergabe des aktuellen Hubschraubers vom Typ Eurocopter EC 135.

## Betrieb

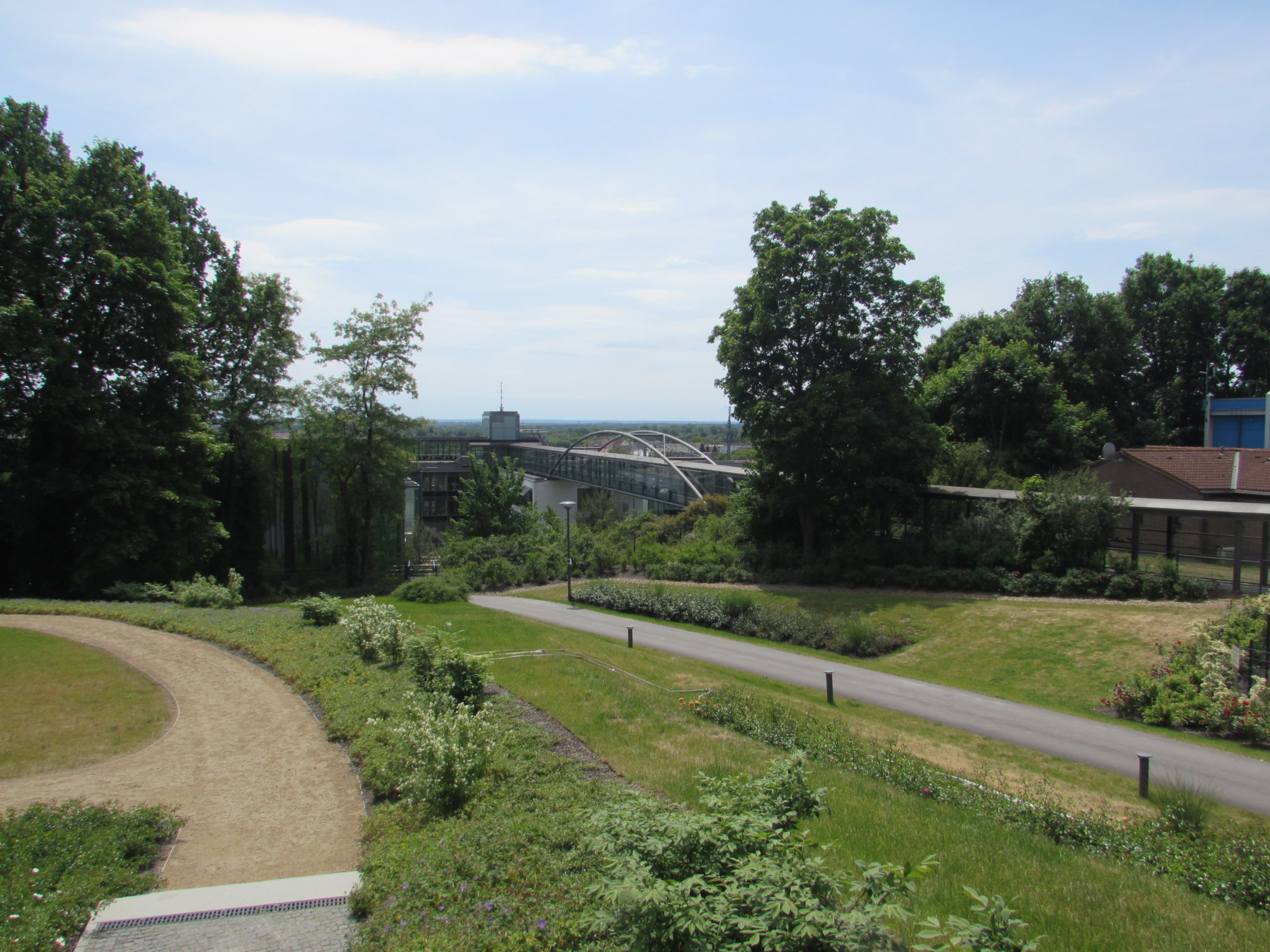
Übergang vom Flugplatz zum Universitätsklinikum Brandenburg an der Havel

Christoph 35 deckt die Luftrettung im westlichen Land Brandenburg bis in das östliche Sachsen-Anhalt und teilweise bis nach Berlin ab. Stationiert ist er in unmittelbarer Nähe des Universitätsklinikums Brandenburg an der Havel auf dem Marienberg. Der Flugplatz mit der Hangarhalle für den Rettungshubschrauber befindet sich nördlich des Krankenhauses. Er ist über eine verglaste Brücke und mit Fahrstuhl mit dem Krankenhaus und der Notaufnahme verbunden. Betreiber des Hubschraubers ist das Bundesministerium des Innern. Die Piloten stammen von der Bundespolizei, die Notärzte vom Universitätsklinikum Brandenburg an der Havel und die Notfallsanitäter von der Johanniter-Unfall-Hilfe und der Feuerwehr Brandenburg an der Havel. Der Brandenburger Start- und Landeplatz verfügt als Besonderheit über eine Landeplattform mit Drehscheibe, die ein Ausrichten des Christoph 35 in Abhängigkeit von der aktuellen Windrichtung ermöglicht und die Handhabung beim Betanken vereinfacht.

## Statistik
Der Rettungshubschrauber Christoph 35 fliegt im Kalenderjahr ca. 1300 Einsätze, was durchschnittlich etwa 3 bis 4 Einsätze täglich bedeutet. Der Statistik seit 2002 nach wurden im Jahr 2004 mit 1059 die wenigsten, 2012 mit 1404 die meisten Einsätze geflogen.
| Jahr     | 2002 | 2003 | 2004 | 2005 | 2006 | 2007 | 2008 | 2009 | 2010 | 2011 | 2012 | 2013 | 2014 | 2015 | 2016 | 2017 | 2018 | 2019 | 2020 | 2021 | 2022 |
| Einsätze | 1119 | 1181 | 1059 | 1076 | 1231 | 1258 | 1227 | 1173 | 1245 | 1335 | 1404 | 1247 | 1346 | 1347 | 1314 | 1350 | 1333 | 1331 | 1309 | 1347 | 1385 |